# LanKRéol
Le prix LanKRéol est un concours littéraire qui se tient à La Réunion depuis 2004.
Il est organisé  par le CCEE (Conseil de la culture, de l’éducation et de l’environnement à La Réunion), l’UDIR (Union pour la défense de l’identité réunionnaise) et la Ligue de l’enseignement - Fédération de La Réunion, sous l'égide de la Région Réunion. En hommage à l'écrivain Daniel Honoré décédé en 2018 et qui en était à l'origine, le concours est désormais renommé konkour LanKRéol – Pri Daniel Honoré pour sa 15ème édition en 2019.
Ce prix vise à encourager l'expression littéraire en créole réunionnais, quelle qu'en soit la graphie. Trois genres littéraires sont concernés : nouvelles, contes/légendes et poésie.

## Palmarès
- 2018 : Le président du jury 2018 est le poète Patrice Treuthardt. Le concours est cette année-là réservé à la poésie ("fonnkèr") ; 500 œuvres ont été proposées par 62 participants, un record pour les 14 ans d'existence de ce prix[2].

** 1er prix : Ouroboros de Sylvain Gérard dit Gouslaye
- - 2ème prix : Dérnyé kabar de Matthieu Vaytilingom dit Socko Lokaf
  - 3ème prix : Fonnkèr pou Aka de Cathy Singainy

- 2019 : Le jury a choisi parmi les 160 textes reçus[3] :

** 1er prix : Adié Gramoun, de Cindy Refesse, un fonnkèr en hommage à Daniel Honoré
- - 2ème prix : Serge Ulentin
  - 3ème prix : Patrick Cazanove

- 2021 : Le jury a décerné cette année des prix à deux catégories:

Nouvèl (Nouvelles):
** 1er prix : Beurty Dubar avec « Domino »
- - 2ème prix : Jean-Sébastien Lefranc avec « Marvin »
  - 3ème prix : Jérémy Hubert avec « Maya lé déor »

Fonnkèr (Poésie): 
** 1er prix : Jean-Pierre Victoire avec « Kavita »
- - 2ème prix : Marie-Carole Sidien
  - 3ème prix : Warren Samuelsen Harrington Hasawa

- 2022 : Le jury a décerné cette année des prix à deux catégories:

Nouvèl (Nouvelles):
** 1er prix : Jean-Sébastien Lefranc avec « Sèrvolan »
- - 2ème prix : Jean-Noël Hoarau avec « Le Sankaz »
  - 3ème prix : Clémence Faveur avec « Invizib »

Fonnkèr (Poésie): 
** 1er prix : Patrick Casanove avec « Volkan Andévé »
- - 2ème prix : Adolphe Maillot avec « Tiféklèr »
  - 3ème prix : Ismaël Fontaine avec « Karo lo tan »